# János Ferencsik
Dans le nom hongrois Ferencsik János, le nom de famille précède le prénom, mais cet article utilise l’ordre habituel en français János Ferencsik, où le prénom précède le nom.
János Ferencsik (18 janvier 1907, Budapest - 12 juin 1984, Budapest) est un chef d'orchestre hongrois.

## Biographie
Jeune, János Ferencsik étudie le violon et enseigne lui-même le jeu d'orgue. Il étudie l'orgue et la composition à l’Académie de musique Franz-Liszt de Budapest. Il rejoint l'opéra d'État de Budapest à l'âge de vingt ans, pour faire répéter l'orchestre. Il travailla en tant que tel au Festival de Bayreuth en 1930 et en 1931. Il y assista Arturo Toscanini, ce qui lui permit de percer plus tard comme chef d'orchestre. 
Sa carrière internationale commença en 1937. Après 1945, sa carrière prit son plein essor. De 1948 à 1950, Ferencsik fut le principal chef invité de l'opéra d'État de Vienne. Il devint directeur musical général de l'opéra de Budapest, chef principal de l'orchestre philharmonique national hongrois de 1952 à 1984.
Il a, notamment, enregistré le 2e concerto pour piano de Johannes Brahms, avec Julius Katchen et le London Symphony Orchestra (Decca).

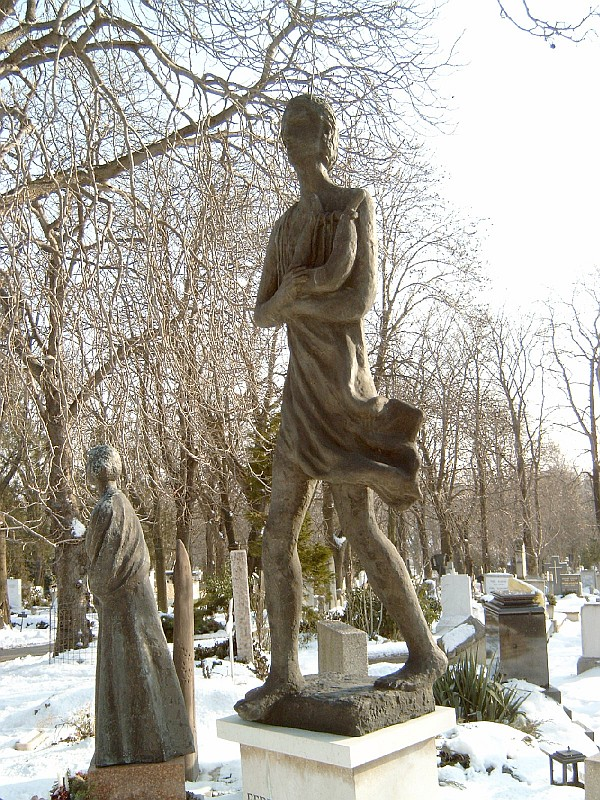
tombe de Ferencsik au cimetière de Farkasrét à Budapest

## Prix
- Prix Kossuth (1951, 1961)